# Montgomery (Louisiana)
Montgomery és una població dels Estats Units a l'estat de Louisiana. Segons el cens del 2000 tenia 787 habitants.

## Demografia
Segons el cens del 2000, Montgomery tenia 787 habitants. La densitat de població era de 146,1 habitants/km².
Per edats la població es repartia de la següent manera: un 26,9% tenia menys de 18 anys, un 8,5% entre 18 i 24, un 25,2% entre 25 i 44, un 21,3% de 45 a 60 i un 18% 65 anys o més.
L'edat mediana era de 38 anys. Per cada 100 dones de 18 o més anys hi havia 90,4 homes.
La renda mediana per habitatge era de 18.462 $ i la renda mediana per família de 23.558 $. Els homes tenien una renda mediana de 28.125 $ mentre que les dones 17.083 $. La renda per capita de la població era d'11.533 $. Entorn del 34% de les famílies i el 39,6% de la població estaven per davall del llindar de pobresa.

## Poblacions més properes
El següent diagrama mostra les poblacions més properes.